# Maranta
Maranta L., 1753 è un genere di piante della famiglia delle Marantaceae, originario delle zone tropicali americane.
Il nome del genere è un omaggio al botanico italiano Bartolomeo Maranta (1500–1571).

## Descrizione
Comprende piante erbacee perenni, alte oltre i 50 cm, simili alla  Calathea con radici tuberiformi, hanno foglie molto decorative, obovate, intere, vellutate, variegate e segnate da macchie più scure, dal disegno minuto e delicato, dalle sfumature porporine, il nome comune pianta della preghiera, trae origine dalla particolare chiusura serale delle foglie appaiate, che ricordano le mani giunte in preghiera.

## Tassonomia
Il genere Maranta  comprende le seguenti specie:
- Maranta amazonica L.Andersson
- Maranta amplifolia K.Schum.
- Maranta anderssoniana Yosh.-Arns, Mayo & M.Alves
- Maranta arundinacea L.
- Maranta bracteosa Petersen
- Maranta burchellii K.Schum.
- Maranta cordata Körn.
- Maranta coriacea S.Vieira & V.C.Souza
- Maranta cristata Nees & Mart.
- Maranta cyclophylla K.Schum.
- Maranta divaricata Roscoe
- Maranta foliosa Körn.
- Maranta friedrichsthaliana Körn.
- Maranta furcata Nees & Mart.
- Maranta gibba Sm.
- Maranta gigantea N.Luna & E.M.Pessoa
- Maranta hatschbachiana Yosh.-Arns, Mayo & M.Alves
- Maranta humilis Aubl.
- Maranta incrassata L.Andersson
- Maranta leuconeura É.Morren
- Maranta lindmanii L.Andersson
- Maranta linearis L.Andersson
- Maranta longiflora S.Vieira & V.C.Souza
- Maranta noctiflora Regel & Körn.
- Maranta parvifolia Petersen
- Maranta phrynioides Körn.
- Maranta pluriflora (Petersen) K.Schum.
- Maranta pohliana Körn.
- Maranta polystachya (K.Schum.) J.M.A.Braga
- Maranta protracta Miq.
- Maranta pulchra S.Vieira & V.C.Souza
- Maranta rugosa J.M.A.Braga & S.Vieira
- Maranta ruiziana Körn.
- Maranta rupicola L.Andersson
- Maranta sobolifera L.Andersson
- Maranta sophiana Yosh.-Arns, F.Fraga & J.M.A.Braga
- Maranta tuberculata L.Andersson
- Maranta zingiberina L.Andersson

## Uso
Come pianta ornamentale  per le foglie dalle venature laterali molto evidenti, di colore rosso più o meno scuro, mentre la venatura centrale è circondata da striature verde chiaro in piacevole contrasto con il colore verde oliva della pagina fogliare.
Dalla Maranta arundinacea, invece, viene estratta la fecola (Fecola di Maranta) utilizzata in cucina come gli altri amidi.

## Coltivazione
Pianta più da serra che da appartamento, dove risulta piuttosto delicata e difficile da coltivare, richiede esposizione ombreggiata, ambienti caldo-umidi, lontano da correnti d'aria e dalla luce solare diretta, concimazioni mensili nella bella stagione, con fertilizzanti minerali liquidi, adacquature per parziale immersione del vaso in una vasca piena d'acqua, ogni 3-4 giorni, rinvasare o rinterrare tutti gli anni in primavera, usando terriccio universale.
Si può anche utilizzare un tutore ricoperto di muschio per far arrampicare la pianta.
La moltiplicazione avviene per divisione dei rizomi, o utilizzando come talea i giovani getti ottenuti mettendo a vegetare il ceppo radicale

## Avversità
La luce solare diretta, le correnti d'aria e ambienti secchi provocano l'ingiallimento e la caduta delle foglie